# BTS, the Best
BTS, the Best es el tercer álbum recopilatorio en japonés del grupo surcoreano BTS, lanzado el 16 de junio de 2021 por Universal Music Japan.

## Antecedentes y lanzamiento
El 16 de febrero de 2021, BTS anunció el lanzamiento de su nueva canción en japonés «Film Out». El tema fue escrito por Jungkook en colaboración con Iyori Shimizu, el vocalista del trío de rock japonés Back Number. Está programado para servir como tema final de la película Signal the Movie Cold Case Investigation Unit (2021). El 26 de marzo, la banda publicó un adelanto del video musical del sencillo y al mismo tiempo reveló tanto la publicación de su nuevo álbum en japonés BTS, the Best como su lista de canciones. La lista de canciones también se anunció simultáneamente. El disco contiene todos las pistas en japonés que el grupo ha lanzado desde 2017, incluyendo su sencillo en inglés de 2020 «Dynamite» como una pista adicional. Se han anunciado siete versiones del álbum con varias cosas diferentes en cada versión, como diferentes carteles, tarjetas fotográficas y obras de arte.

## Lista de canciones
Adaptada de Billboard Japan.

| CD 1 |                                            |              |               |          |  |
| N.º  | Título                                     | Escritor(es) | Productor(es) | Duración |  |
| 1.   | «Film Out»                                 |              |               |          |  |
| 2.   | «DNA» (Versión en japonés)                 |              |               |          |  |
| 3.   | «Best of Me» (Versión en japonés)          |              |               |          |  |
| 4.   | «Lights»                                   |              |               |          |  |
| 5.   | «Blood Sweat & Tears» (Versión en japonés) |              |               |          |  |
| 6.   | «Fake Love» (Versión en japonés)           |              |               |          |  |
| 7.   | «Black Swan» (Versión en japonés)          |              |               |          |  |
| 8.   | «Airplane Pt. 2» (Versión en japonés)      |              |               |          |  |
| 9.   | «Go Go» (Versión en japonés)               |              |               |          |  |
| 10.  | «Idol» (Versión en japonés)                |              |               |          |  |
| 11.  | «Dionysus» (Versión en japonés)            |              |               |          |  |
| 12.  | «Mic Drop» (Versión en japonés)            |              |               |          |  |

| Bonus track |            |              |               |          |  |
| N.º         | Título     | Escritor(es) | Productor(es) | Duración |  |
| 13.         | «Dynamite» |              |               |          |  |

| CD 2 |                                      |              |               |          |  |
| N.º  | Título                               | Escritor(es) | Productor(es) | Duración |  |
| 1.   | «Boy With Luv» (Versión en japonés)  |              |               |          |  |
| 2.   | «Stay Gold»                          |              |               |          |  |
| 3.   | «Let Go»                             |              |               |          |  |
| 4.   | «Spring Day» (Versión en japonés)    |              |               |          |  |
| 5.   | «On» (Versión en japonés)            |              |               |          |  |
| 6.   | «Don't Leave Me»                     |              |               |          |  |
| 7.   | «Not Today» (Versión en japonés)     |              |               |          |  |
| 8.   | «Make It Right» (Versión en japonés) |              |               |          |  |
| 9.   | «Your Eyes Tell»                     |              |               |          |  |
| 10.  | «Crystal Snow»                       |              |               |          |  |

| CD 3 |                                                                |          |  |
| N.º  | Título                                                         | Duración |  |
| 1.   | «Film Out» (Video musical)                                     |          |  |
| 2.   | «Stay Gold» (Video musical)                                    |          |  |
| 3.   | «Lights» (Video musical)                                       |          |  |
| 4.   | «Airplane Pt. 2» (Video musical de la versión en japonés)      |          |  |
| 5.   | «Mic Drop» (Video musical de la versión en japonés)            |          |  |
| 6.   | «Blood Sweat & Tears» (Video musical de la versión en japonés) |          |  |

| CD 4 |                                                                                       |          |  |
| N.º  | Título                                                                                | Duración |  |
| 1.   | «Making of jacket photos»                                                             |          |  |
| 2.   | «Film Out» (making of music video)                                                    |          |  |
| 3.   | «Stay Gold» (making of music video [Additional Edition])                              |          |  |
| 4.   | «Lights» (making of music video [Additional Edition])                                 |          |  |
| 5.   | «Airplane Pt. 2» (Vesión en japonés, making of music video [Additional Edition])      |          |  |
| 6.   | «Mic Drop» (Vesión en japonés, making of music video [Additional Edition])            |          |  |
| 7.   | «Blood Sweat & Tears» (Vesión en japonés, making of music video [Additional Edition]) |          |  |